# 百米飞翔
《百米飞翔》是漫画家李铭創作，上海漫唐堂文化有限公司出品连载在《漫友 动画100》的漫画。连载期间一直保持杂志人气排行榜的首位。连载初即在“中国原创排行榜”以高票数成为当期冠军。漫画单行本由上海漫唐堂制作发行，共2册（未完）。銷售量已達1.2萬冊。
讲述少年短跑运动员的体育漫画。故事以2004年刘翔在奥运会上夺得男子110米栏冠军所产生的影响力为契机，生动展示了少年短跑选手们奋发向上的精神风貌，是一部中国原创奥运漫画。

## 故事简介
张庄中学的不良少年叶旋天生具有国人的短跑天赋。却与校田径队关系恶劣。此时班里的转校生刘影和炎凌风的出现却彻底改变了他对短跑的认识。在叶旋加入田径部，经过一次次的磨练之后逐渐从基本规则都不懂的外行，成为短跑健将。

## 人物

### 叶旋
性格火爆的不良少年，有“张庄小霸王”的绰号。天生具有国人的团跑天赋。在刘影和刘海诚教练的劝诱下进入田径队。和刘影是青梅竹马。

### 炎凌风
转校生。性格孤傲的天才短跑选手。是张庄第一个让叶旋在短跑上败北的人。视跑步为自己毕生的梦想。

### 刘影
和炎凌风同一天来校的转校生，并和炎凌风都进入了叶旋的班级。劝诱叶旋加入了田径队。

### 刘海诚
张庄田径队的教练。曾经是知名的短跑运动员。刘影的父亲。

### 阿凯
叶旋的好朋友，搞笑2人组之一，喜欢搞怪。

### 黄勇
叶旋的好朋友，搞笑2人组之一，很胖。

### 暴牙周
叶旋的班主任，性格夸张的老师。

## 各册内容

### 第一册
1. 第一话
2. 第二话
3. 第三话
4. 第四话
5. 第五话
6. 爆笑四格
7. 花絮四格
8. 策划感言+特别鸣谢
9. 作者感言
10. 体育教室
11. 下集预告

### 第二册
1. 第六话
2. 第七话
3. 第八话
4. 第九话
5. 番外篇
6. 续集故事介绍
7. 体育教室
8. 作者感言
9. 体育学院采风记行

## 创作团队
- 企划：唐庆清（QQ糖）
- 文案：夏文竹
- 绘制：李铭